# هنف (زیگ)
شهر هنف در ایالت نوردراین-وستفالن در کشور آلمان واقع شده‌است.